# Tentativa de assassinato de Mustafa Al-Kadhimi
A tentativa de assassinato contra o primeiro-ministro iraquiano Mustafa Al-Kadhimi ocorreu no domingo, 7 de novembro de 2021, em sua residência na capital Bagdá, no Iraque. 

## Atentado
Alguns drones carregados de explosivos se aproximaram da residência do primeiro-ministro iraquiano, mas apenas um dos três conseguiu atacar enquanto dois foram abatidos. Vários membros da equipe de segurança ficaram feridos.  Muitas partes da casa, incluindo um veículo utilitário esportivo, foram danificados pela explosão.  Ninguém assumiu a responsabilidade, embora o consenso geral seja que foi perpetrado por milícias pró-Irã. A tentativa de assassinato foi provavelmente ligada a partidários da milícia pró-iranianas que também causaram os confrontos em Bagdá dois dias antes.

## Contexto
O atentado aconteceu na sequência da eleição parlamentar iraquiana de 10 de outubro de 2021, no mesmo dia, apoiadores de grupos pró-iranianos, que sofreram grandes perdas nas urnas, tentaram invadir a Zona Verde, lançaram pedras nas forças de segurança, que dispararam gás lacrimogêneo e atiraram no ar para dispersar a multidão.
De acordo com Matthew Zais, do Atlantic Council, o senhor da guerra iraquiano e chefe do Asa'ib Ahl al-Haq, Qais Khazali, "descreveu ataques anteriores contra americanos e advertiu de forma semelhante o primeiro-ministro iraquiano" um dia antes dos drones atacarem. 
Em 8 de novembro, duas autoridades regionais anônimas e algumas fontes de milícias (também anônimas) disseram à Reuters que o ataque foi culpa de milícias xiitas como Kata'ib Hezbollah ou Asaib Ahl al-Haq, também alegando que as armas usadas pelos perpetradores foram feitas no Irã. 
Também em 8 de novembro, o gabinete de Kadhimi divulgou uma declaração de que os perpetradores foram as mesmas pessoas que assassinaram Nibras Farman, um agente do Serviço Nacional de Inteligência do Iraque.

## Análise
Hamdi Malik, que estudou a presença de milícias xiitas no Iraque, descreveu o atentado como uma "mensagem clara de 'Podemos criar o caos no Iraque, nós temos as armas, nós temos os meios'". 
Tallha Abdulrazaq, escrevendo para o TRT World, declarou que "o ataque pode ser caracterizado como uma tentativa de golpe fracassada e como uma mensagem direta e explosiva para Kadhimi e qualquer outra pessoa considerada um impedimento ao regime gangster da milícia xiita no Iraque", argumentando que foi um sinal de alerta para assustar o movimento anti-Irã do Iraque. 